# CHOCO
CHOCO（チョコ、1975年10月7日 - ）は、男性漫画家、同人作家、キャラクター・メカニックデザイナー、イラストレーター。富山県出身。血液型はB型。

## 来歴
武蔵野美術大学造形学部視覚伝達デザイン学科中退、在学時は漫画研究会に所属。同期生にBLADEや竹山祐右、近い時期の後輩に近衛乙嗣や篠房六郎がいる。寡作であるが商業誌でも活躍する。メカデザインでは「麦谷興一」（むぎたに こういち）の名前で活動する。
1995年から『チョコレート・ショップ』名義で同人活動を行っている。また『オーメストグランデ』というブランド名で、自転車（ロードバイク）用のアパレルやグッズのデザインおよびプロデュースを行っている。

## 作品一覧

### 漫画
- イグナクロス零号駅（1996年 - 2012年）

### 小説イラスト・挿絵
- 長谷敏司著（表紙・挿絵）
  - 戦略拠点32098 楽園（2001年）
  - 天になき星々の群れ―フリーダの世界（2002年）
- IS 〈インフィニット・ストラトス〉 新装版（2013年 - 2018年） - イラスト

### ゲーム
- ピクシーガーデン（1999年） - キャラクターデザイン
- マーズマトリックス - メカデザイン
- 白詰草話（2002年） - メカデザイン
- ゼノシリーズ
  - ゼノサーガ エピソードI［力への意志］（2002年） - キャラクター・メカデザイン
  - ゼノサーガ エピソードII［善悪の彼岸］（2004年） - メカ・ロゴ・衣装デザイン
  - ゼノサーガ エピソードII to III a missing year - キャラクターデザイン、イラスト
  - ゼノサーガ エピソードIII［ツァラトゥストラはかく語りき］（2006年） - キャラクター・メカ・ロゴデザイン、キャラクターイラスト
  - ゼノブレイド（2010年） - キャラクターデザイン監修
  - ゼノブレイドクロス（2015年） - メカデザイン
  - ゼノブレイド2（2017年） - レアブレイドデザイン
  - ゼノブレイド Definitive Edition（2020年） - 装備デザイン、キャラクターデザイン監修
  - ゼノブレイド3（2022年） - アートワーク
- 旋光の輪舞（2005年） - メカデザイン
  - 旋光の輪舞DUO（2009年）
- CHAOS;HEAD（2008年） - プロダクトデザイン(ディソードデザイン)
- CHAOS;CHILD（2014年） - プロダクトデザイン(ディソードデザイン)
- 装甲娘 ミゼレムクライシス（2021年） - ｢ゼウス/カガミリサ｣キャラクターデザイン
- Fate/Grand Order（2021年） - 「メリュジーヌ(妖精騎士ランスロット)」キャラクターデザイン、「マシュ」宝具希望証す人理の剣（レイプルーフ・キリエライト）聖剣ノウム・レイデザイン

### アニメ
- IS 〈インフィニット・ストラトス〉 2（2013年） - キャラクター原案、メカニックデザイン
- 神田川JET GIRLS（2019年） - マシンデザイン

### その他コンテンツ
- 武装神姫 - 第7弾（2007年）・第12弾（2010年） - キャラクターデザイン
- レルムクレイズ：グレーテル（2007年 - 2008年、クレイズ ガレージキット、完成品フィギュア） - デザイン
- 大日本技研 拳銃型ガレージキット - デザイン
  - ホルニッセ（2007年）
  - マリシテン45オート（2009年）
- ウルトラ怪獣娘擬人化計画 - キャラクターデザイン(エレキング、ピット星人、クレージーゴン)

## 画集
- CHOCOLATE GOUACHE（2010年 ISBN 978-4-7753-0869-1）